# When You’re Through Thinking, Say Yes
When You’re Through Thinking, Say Yes (с англ. «Когда закончишь думать, то соглашайся») — седьмой студийный альбом американской группы Yellowcard, выход которого состоялся 21 марта 2011 года.

## Об альбоме
Солист группы Райан Ки, который во время двухлетнего периода «творческого простоя» группы (с 2008 по 2010 гг.) организовал совместно с вокалистом Шонном О’Доннелом небольшой проект, получивший название «Big If», подтвердил, что некоторые песни коллектива появятся в новом альбоме Yellowcard. 3 августа 2010 г. группа объявила о том, что в сентябре они собираются записывать новый альбом в студии продюсера Нэла Аврона, а 8 ноября процесс записи был завершен. 13 ноября, во время шоу в Glass House в г. Помона, Калифорния, было объявлено название альбома — When You’re Through Thinking, Say Yes. А 5 января 2011 года был объявлен список песен, которые войдут в альбом.
9 января 2011 года, в официальном твиттере группы, появился анонс с указанием даты выхода и названием первого сингла — «For You, and Your Denial», который появится в продаже 18 января в iTunes.

## Список композиций
Все тексты написаны Райаном Ки, вся музыка написана группой Yellowcard.
| №                   | Название                   | Длительность |
| ------------------- | -------------------------- | ------------ |
| 1.                  | «The Sound of You and Me»  | 4:36         |
| 2.                  | «For You, and Your Denial» | 3:33         |
| 3.                  | «With You Around»          | 3:01         |
| 4.                  | «Hang You Up»              | 4:02         |
| 5.                  | «Life of Leaving Home»     | 3:24         |
| 6.                  | «Hide»                     | 3:12         |
| 7.                  | «Soundtrack»               | 3:35         |
| 8.                  | «Sing for Me»              | 3:54         |
| 9.                  | «See Me Smiling»           | 3:50         |
| 10.                 | «Be the Young»             | 3:56         |
| Общая длительность: | Общая длительность:        | 37:03        |

| №   | Название                          | Длительность |
| --- | --------------------------------- | ------------ |
| 11. | «Sing for Me» (Acoustic)          |              |
| 12. | «Promises» (Только по предзаказу) |              |

## Участники записи
- Райан Ки — вокал, ритм-гитара
- Шон Маккин — скрипка, бэк-вокал
- Райан Мендез — соло-гитара
- Шон О’Доннелл — бас-гитара, бэк-вокал
- Лонгинью Парсонс III — ударные

## Позиции в чартах
| Чарт                              | Наивысшее место |
| --------------------------------- | --------------- |
| Australian Albums Chart           | 41              |
| UK Albums Chart                   | 84              |
| UK Rock Albums                    | 5               |
| U.S. Billboard 200                | 19              |
| U.S. Billboard Rock Albums        | 5               |
| U.S. Billboard Alternative Albums | 5               |
| U.S. Billboard Independent Albums | 2               |

### Синглы
| Сингл                      | Чарт                    | Позиция |
| -------------------------- | ----------------------- | ------- |
| «For You, and Your Denial» | U.S. Billboard Hot 100  | 100     |
| «For You, and Your Denial» | U.S. Heatseekers Songs  | 13      |
| «For You, and Your Denial» | U.S. Rock Digital Songs | 10      |
| «Hang You Up»              | U.S. Rock Digital Songs | 30      |
| «Sing For Me»              | U.S. Rock Digital Songs | 26      |

## When You're Through Thinking, Say Yes Acoustic
24 октября 2011 года Yellowcard выпустили альбом When You're Through Thinking, Say Yes Acoustic, состоящий из акустических версий песен альбома When You're Through Thinking, Say Yes. В записи песни «Hang You Up» участвовала Кэсседи Поуп. Бонус-трек «My Hero» был записан в Аэропорту Шанхая.

### Список композиций
Все тексты написаны Райаном Ки, вся музыка написана группой Yellowcard.
| №                   | Название                              | Длительность |
| ------------------- | ------------------------------------- | ------------ |
| 1.                  | «The Sound of You and Me» (Acoustic)  | 4:33         |
| 2.                  | «For You, and Your Denial» (Acoustic) | 3:33         |
| 3.                  | «With You Around» (Acoustic)          | 3:06         |
| 4.                  | «Hang You Up» (Acoustic)              | 4:03         |
| 5.                  | «Life of Leaving Home» (Acoustic)     | 3:30         |
| 6.                  | «Hide» (Acoustic)                     | 3:50         |
| 7.                  | «Soundtrack» (Acoustic)               | 3:40         |
| 8.                  | «Sing for Me» (Acoustic)              | 3:48         |
| 9.                  | «See Me Smiling» (Acoustic)           | 3:50         |
| 10.                 | «Be the Young» (Acoustic)             | 3:59         |
| Общая длительность: | Общая длительность:                   | 37:52        |

| №   | Название                                  | Длительность |
| --- | ----------------------------------------- | ------------ |
| 11. | «My Hero» (Acoustic, Foo Fighters cover)  | 3:54         |
| 12. | «E.T.» (Acoustic, live, Кэти Перри cover) | 3:25         |

### Позиции в чартах
| Чарт                              | Наивысшее место |
| --------------------------------- | --------------- |
| U.S. Billboard Rock Albums        | 47              |
| U.S. Billboard Independent Albums | 44              |